# Вокзальна (станція метро, Подільсько-Вигурівська лінія)
«Вокз́альна» (також «Вокзальна-2») — проєктована станція в складі другої черги Подільсько-Вигурівської лінії Київського метрополітену. Планується, що станція буде розташована поблизу залізничного вокзалу Київ-Пасажирський.
Наступна на лінії станція — «Площа Перемоги».
На станції планується перехід на станцію «Вокзальна» Святошинсько-Броварської лінії.
Станом на серпень 2025 року будівництво ще не розпочато, відкриття планується після 2030 року, в складі другої черги Подільсько-Вигурівської лінії.